# سهل أرارات
سهل أرارات (بالأرمنية: Արարատյան դաշտ)، باللاتينية Araratyan dasht، ويسمى سهل إغدير Iğdır Plain في تركيا (بالتركية: Iğdır Ovası): هو واحد من أكبر السهول في المرتفعات الأرمنية. يمتد إلى الغرب من حوض سيفان، عند سفوح جبال جيجام. في الشمال، تحد السهل جبل آراكاتس، وجبل أرارات في الجنوب.
السهل مقسم إلى قسمين بواسطة نهر آراس، الجزء الشمالي يقع في أرمينيا، والجزء الجنوبي يقع في تركيا الحديثة. الجزء التركي من السهل هو منطقة هامة لحفظ الطيور.